# Griqualàndia Occidental

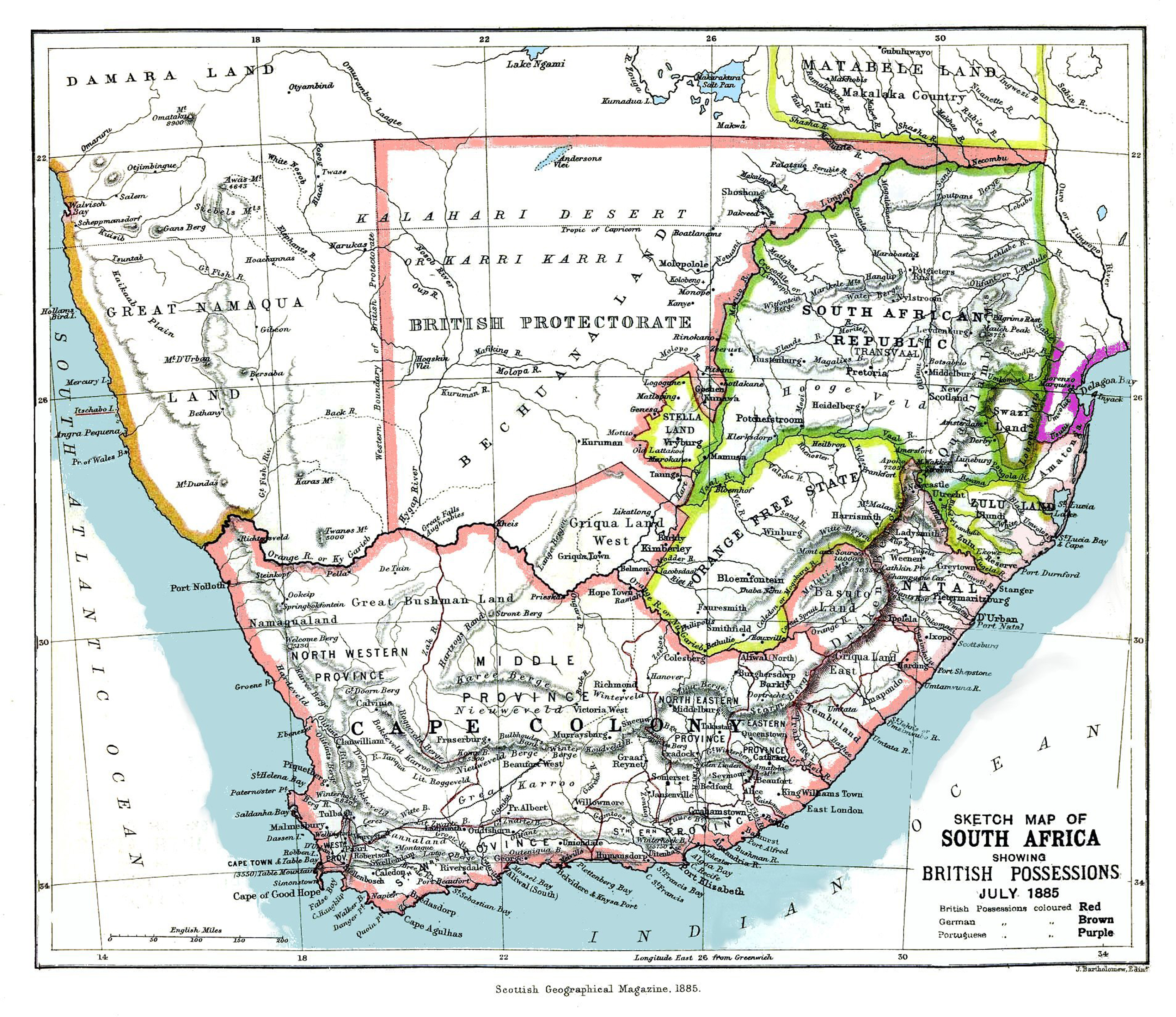
Griqualand Occidental (en el centre del mapa) dins Sud-àfrica, juliol 1885.

Griqualàndia Occidental (Griqualand West) és una àrea de Sud-àfrica central amb una superfície de 40,000 km² que ara forma part de la Província de Nothern Cape. Va ser habitat pels griques un grup seminòmada de llengua afrikaner i origen racial mestís, que van establir diversos estats fora de les fronteres de la Colònia del Cap. També hi habitaven els pobles tswana i khoisan, que ja hi eren quan els griques van arribar. L'estat va portar el nom de Griquatown del 1813 al 1820, Terra de Waterboer del 1820 al 1871 i Griqualàndia Occidental en endavant.
El 1873 l'estat va ser proclamat colònia britànica, amb la seva capital a Kimberley, i el 1880 va ser annexionat per la Colònia del Cap. Quan es va formar la Unió de Sud-àfrica el 1910 Griqualàndia Occidental fou part de la província del Cap, però va continuar tenint els seus equips esportius provincials propis.

## Història inicial

Repúbliques bòers i estats qriqua Estats a Àfrica del sud,.

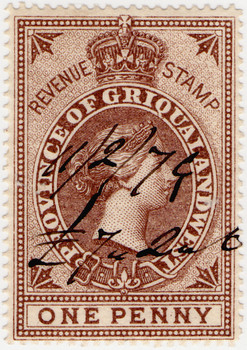
Segell de taxes d'un penic de 1879 de Griqualand Occidental.

La població aborigen de l'àrea eren els khoikhois i els san (boiximans), que eren caçadors-recol·lectors o pastors. Aviat se'ls van unir els tswana que eren agricultors, que van emigrar a la zona des del nord. Formaven la majoria de la població i així va ser en tota la història de la regió i continua fins al dia d'avui. Tanmateix al començament del segle xix l'àrea va passar a ser dominada pel potent poble griqua, qui va donar a la regió el seu nom.

## Estat Independent Griqua

### Orígens dels griques
El griqua eren un grup nombrós de persones mestisses que es van originar en els matrimonis entre colonitzadors holandesos al Cap i els khoikhois natius. Els fills d'aquestes unions es van convertir en una nació seminòmada de parla afrikane, hàbils genets, que van emigrar fora de la Colònia del Cap i es van establir en efímers estats en la frontera de la colònia, de manera similar als cosacs russos.
La Companyia Holandesa de les Índies Orientals (VOC) no va pretendre formar la Colònia de Cap a la punta del sud d'Àfrica per esdevenir una entitat política, però mentre més es va expandir esdevenia més exitosa; els seus dirigents no es van preocupar sobre fronteres. La frontera de la colònia era indeterminada i avançava o es contreia al capritx d'individus. Com que la VOC indubtablement es beneficiava del comerç i de la ramaderia dels trekboers, hi havia poc espai per controlar-los o donar-los suport dins la seva recerca de noves terres. L'alta proporció d'homes holandesos va induir-los a agafar dones indígenes com a mullers i companyes, i van néixer nens mestissos. Van créixer fins a ser un nombre considerable de població que parlava holandès i era instrumental en el desenvolupament de la colònia.
Aquests nens no van assolir l'estat social o legal acordat als seus pares, majoritàriament perquè les lleis colonials van reconèixer només formes cristianes de matrimoni. Aquest grup va esdevenir conegut com a basters, o bastards. Els colonitzadors, en la seva resposta paramilitar a la resistència insurgent dels khoikhois i san, de bon grat allistaven als basters en escamots. Això va assegurar que els homes esdevenien especialitzats en armament lleuger, en muntar, i en tàctiques de fustigament.

### Migracions griques
Molts reclutats per a la guerra aviat van escollir abandonar la seva societat paternal i vagar fora i viure més a la manera les seves arrels maternes. El flux constant resultant d'aquests malcontents entrenats que sortien del Cap va afectar la capacitat holandesa a crear els seus escamots. També va crear grups especialitzats de bel·ligerants oportunistes que van assetjar les poblacions indígenes al llarg del riu Orange. Una vegada lliures de la colònia, aquests grups es van anomenar a si mateixos els Oorlam. En particular, el grup dirigit per Klaas Afrikaner esdevingué el més notori. Va atreure prou atenció de les autoritats holandeses per obligar-lo a rendir-se a la colònia i ser desterrat a l'illa de Robben el 1761.
Un dels més influents d'aquests grups Oolam fou el grup Griqua. En el segle xix, els griques van controlar diverses entitats polítiques que van ser governades per Kapteins (holandès per "Capità", o sigui dirigent/líder) i els seus Consells, amb les seves constitucions escrites pròpies. Els griques ja parlaven l'afrikaner abans de les seves migracions.
El primer Kaptein griqua fou Adam Kok I, un esclau que hi havia comprat la seva pròpia llibertat. Va dirigir el seu poble cap al nord de l'interior de la Colònia del Cap. Probablement a causa de discriminació en contra ells, altre cop van emigrar encara més al nord, fora del Cap, a prop del riu Orange, just a l'oest de l'Estat Lliure d'Orange, en les faldilles del sud del Transvaal en àrees controlades prèviament pels san i els tswanes, que es va anomenar llavors Griqualàndia [més tard Occidental] i va estar centrat en la capital "Klaarwater", més tard va rebatejar Griekwastad ("Griquatown").

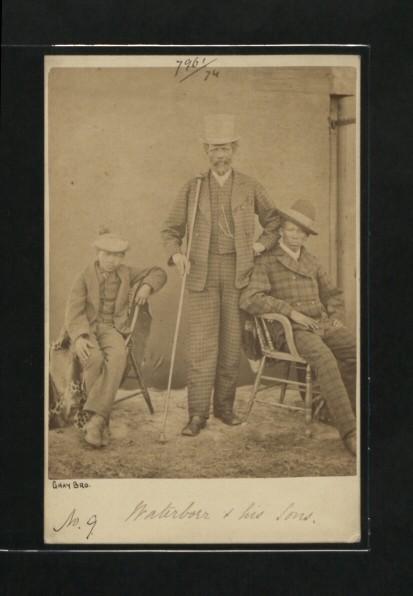
El capità griqua Andries Waterboer i els seus fills

### Dinastia Waterboer i Griqualàndia Occidental
Mentre molts del griques es van establir allí, molts altres van restar nòmades, i la gent d'Adam Kok no va tardar a dividir-se en diverses nacions seminòmades. Després d'un significatiu cisma, una part de la nació griqua va emigrar cap al sud-est sota el lideratge d'Adam Kok III, fill d'Adam Kok II (els del sud-est més tard van fundar Philippolis i Griqualàndia Oriental.
En l'àrea original, que va acabar sent anomenada Griqualàndia Occidental, Andries Waterboer va agafar el control i va fundar la potent dinastia Waterboer. Els kapteins Waterboer van governar la regió fins a l'afluència dels europeus que van arribar quan es van descobrir diamants, i amb menors influència, també després. Fins a 1834, la Colònia del Cap va reconèixer els drets de Waterboer a la seva terra i gent. Va signar un tractat amb ell per assegurar pagament per l'ús de la terra per explotacions mineres. En les dues Griqualàndies, la de l'est i la de l'oest, els griques eren demogràficament superats per les ètnies bantus preexistents i, en algunes àrees, fins i tot per colons europeus, i per això les dues Griqualàndies només van mantenir la seva identitat griqua a través d'un control polític.

## Camps de diamants i disputes de terra

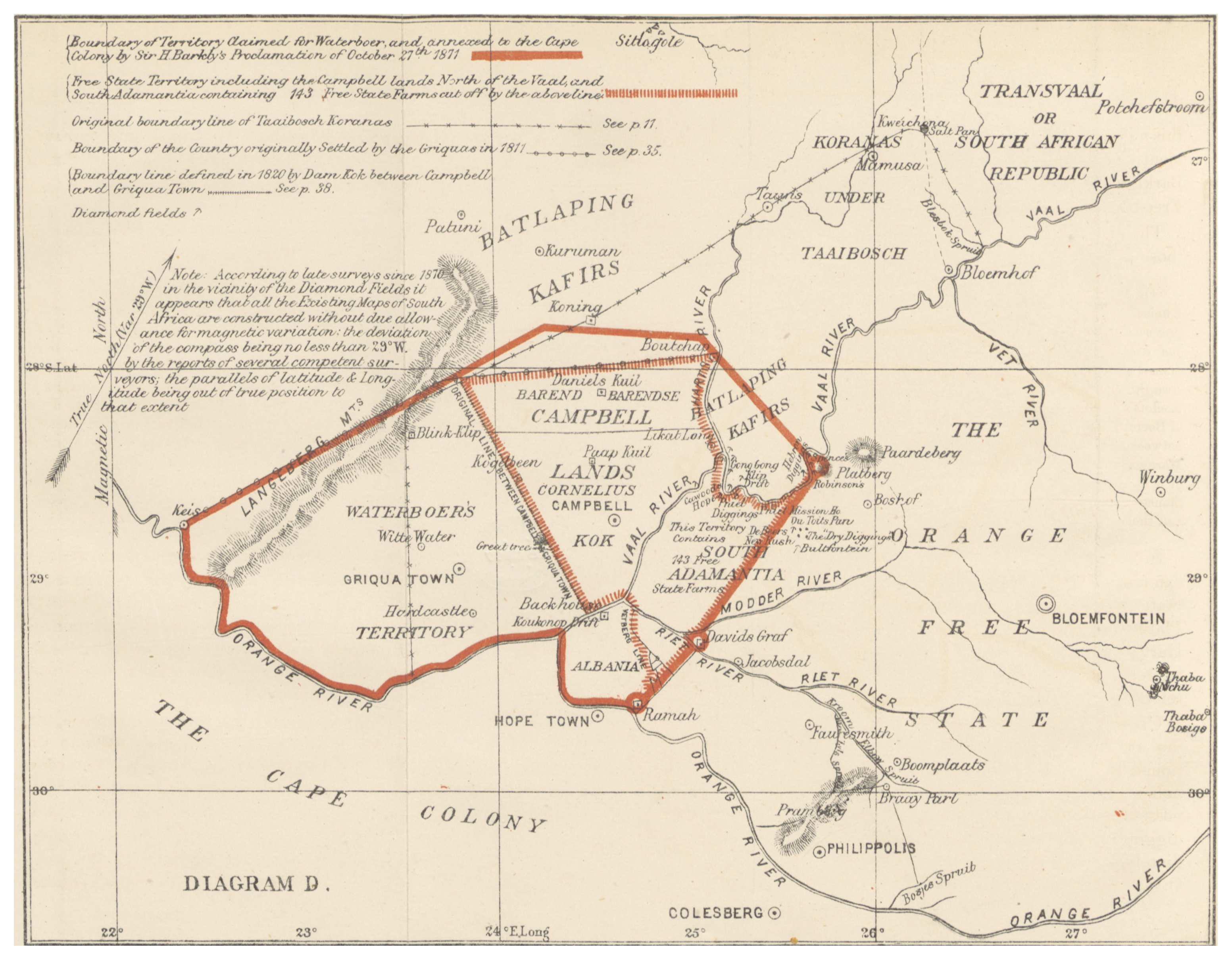
Mapa (1873)

En els anys 1870-1871 un gran nombre de miners es va desplaçar a Griqualàndia Occidental i es va establir als camps de diamants a prop de l'encreuament dels rius Vaal i Orange. Això era terra a través de la qual els griques s'havien mogut regularment amb els seus ramats i estava a més situada en la part que reclamaven tant el cap griqua Nicholas Waterboer i els bòers de l'Estat Lliure d'Orange.
El 1870, el president del Transvaal Marthinus Wessel Pretorius va declarar els camps de diamant com propietat bòer i va establir un govern provisional sobre els camps de diamant. L'administració d'aquest govern no fou satisfactòria ni pels bòers, ni pels diggers (miners), ni pels griques ni pels indígenes tswana i altres. La tensió va créixer ràpidament entre les parts fins que un antic mariner britànic, Stafford Parker, va organitzar una part dels diggers per expulsar de l'àrea els oficials del Transvaal.

### República dels Miners (1870-71)
El 30 de juliol de 1870 a la població de Klipdrift, Stafford Parker va declarar la república independent de Klipdrift (també coneguda com la república dels miners [Digger's Republic], la República Lliure [Free Republic], la república d'Adamanta o la República de Griqualàndia de l'Oest) i fou també escollit President. Klipdrift fou rebatejada poc després "Parkerton" del nom del nou president, que va començar per recollir impostos (sovint a punta de pistola). Faccions de la República van implorar a l'Imperi britànic que imposés la seva autoritat i annexionés el territori.
El desembre del mateix any aproximadament 10 000 colons britànics van establir la seva residència a la nova república. La república va estendrés fins al riu Vaal, però va existir per un temps violentadament curt. Durant l'any següent, una força bòer va intentar sense èxit recuperar el territori a través de negociacions. El governador britànic del Cap Sir Henry Barkly va ser sol·licitat com a mediador. Barkly va nomenar el Comité Keate per escoltar les evidències de dret de les dues parts, i en el famós "Premi Keate", va dictaminar contra les repúbliques bòers i a favor de Nicholas Waterboer.

## Govern directe colonial britànic (1871-1880)
A aquesta conjuntura, Waterboer va oferir col·locar el territori sota l'administració de la reina Victòria.
L'oferta va ser acceptada, i el 27 d'octubre de 1871 el districte, juntament amb algun territori adjacent al qual el Transvaal reivindicava, va ser proclamat territori britànic sota el nom de colònia de Grigualàndia Occidental.

### Disputes territorials posteriors

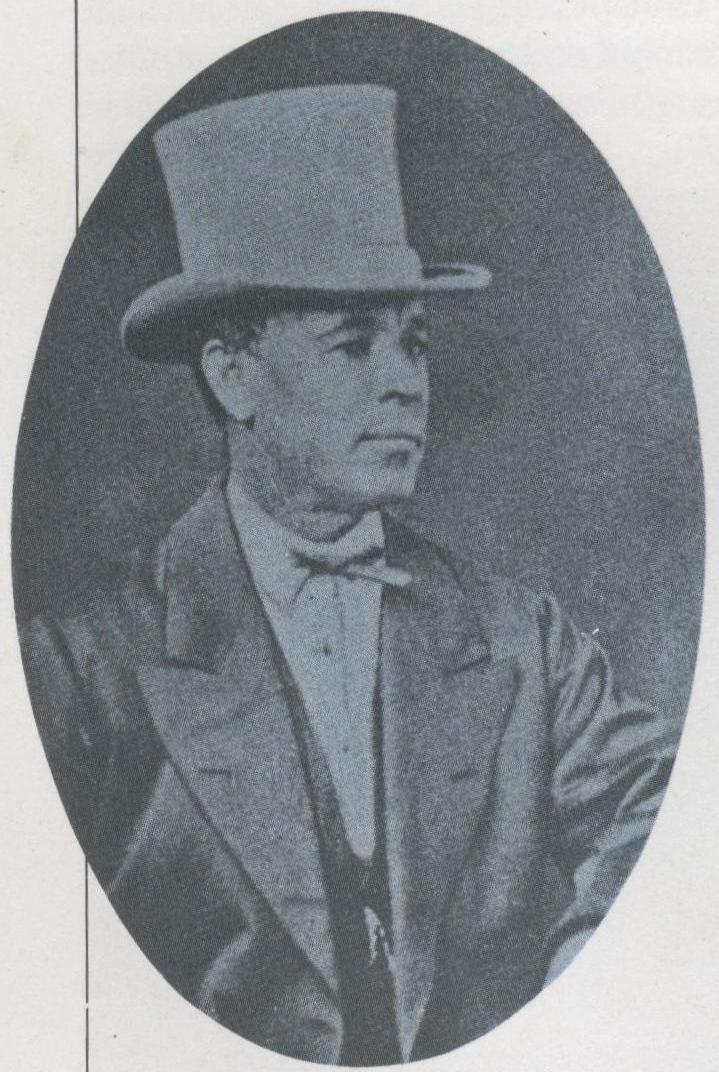
David Arnot, advocat i diplomàtic griqua

Les disputes territorials van continuar, fins i tot després de l'annexió britànica. Quan l'annexió ja havia tingut lloc, un partit del volksraad de l'Estat Lliute d'Orange Estatal va proposar d'anar a la guerra amb Gran Bretanya però els consells més assenyats del President del país van prevaler. L'Estat Lliure d'Orange, tanmateix, no va abandonar les seves reclamacions, creient que els camps de diamant eren el mitjà de restaurar el crèdit i la prosperitat de l'Estat Lliure. En fet real era que Griqualàndia Occidental no era financerament viable, i tenia un deute públic enorme. L'assumpte va continuar per un temps considerable i va provocar una tensió immensa a l'Àfrica del sud.
Enfront de les reclamacions de l'Estat Lliure d'Orange i de les autoritats griques, el 1875 es va establir la Griqualand West Land Court (Tribunal de la Terra de Griqualàndia Occidental) sota Justice Andries Stockenström.
Les reclamacions de Waterboer reclamacions sobre els camps de diamant, presentades de manera persistent pel seu agent David Arnot, van estar basades en el tractat conclòs pel seu pare amb els britànics el 1834 i en diversos arranjaments amb el cap Kok; l'Estat Lliure d'Orange va basar la seva reclamació en la seva compra a l'Adam Kok dels drets sobirans i en la llarga ocupació. La diferència entre la propietat i la sobirania va ser confosa o es va ignorar. Que Waterboer no va exercir cap autoritat en el territori disputat va ser admès.
En un descobriment crucial Stockenström va dictaminar que, mentre els griques eren nòmades, els caps griqua (els "capitans") governaven sobre un poble però no sobre un territori fix. Els poble griqua a més havia arribat a aquesta part d'Àfrica del sud feia poc més de 50 anys, a començament del segle xix. Els capitans griqua per tant no tenien automàticament dret de posseir i desenvolupar tota la terra a través de la qual es movien, sinó només aquelles àrees en les quals s'establien. En altres àrees podrien continuar movent-se a través però no comportava títol automàtic de propietat i desenvolupament. Això va tenir com a resultat la denegació de molts dels títols de propietat emesos pel potent capità griqua Nicolaas Waterboer, fore de les seves àrees nuclears al voltant de Griquatown i Albània. També va fallar de fet en favor de l'Estat Lliure d'Orange.
Va seguir un furor, amb accusacions que Stockenström era esbiaixat i tenia simpàties cap al President de l'Estat Lliure d'Orange Johannes Brand.
Una forma de solució finalment va venir aproximadament el juliol de 1876, quan Henry Herbert, 4t earl de Carnarvon, en aquell temps secretari d'estat per les colònies, va garantir el pagament a l'Estat Lliure en plena satisfacció de totes les reclamacions que consideri pot tenir sobre Griqualàndia Occidental."
En opinió del Dr. Theal, que va escriure la història de les repúbliques bòers i ha estat un defensor ferm dels bòers, l'annexió de Griqualàndia Occidental era probablement una cosa que interessava a l'Estat Lliure d'Orange. No hi havia cap alternativa a la sobirania britànica altra que una república independent de la zona diamantífera. En aquest temps, en gran part per causa de la lluita esgotadora amb el basutos, els estats lliures bòers, com el veí Transvaal, havien anat a la deriva en matèria financera. Una moneda de paper havia estat instituïda i els bitllets, coneguts com a "bluebacks", aviat van caure a menys de mig del seu valor nominal. El comerç era en gran part fet amb bescanvis, i hi va haver molts casos de bancarrota a l'estat. Però l'annexió britànica el 1877 va salvar el Transvaal de la bancarrota, va causar l'afluència de britànics i altres immigrants als camps de diamant, en els primers anys de 1870, i va restaurar el crèdit públic i la prosperitat individual dels bòers de l'Estat Lliure. Els camps de diamant van oferir garanties a un mercat preparat per estocs de productes agrícoles. Els diners van fluir a les butxaques dels pagesos. El crèdit públic va ser restaurat. Els "Bluebacks" van recuperar el valor, i va ser reposats i redimits pel govern. Mines valuoses de diamants forren també descobertes dins de l'Estat Lliure d'Orange, del qual el de Jagersfontein era el més ric. Capital procedent de Kimberley i Londres aviat va proporcionar el que calia per explotar-los.

### Pressió en la Colònia del Cap per annexionar el territori
Després d'annexionar Griqualàndia Occidental els britànics inicialment vam intentar incorporar-lo a la Colònia de Cap, i van fer una pressió significativa al Govern del Cap per annexionar-lo. Tanmateix el nou Primer ministre del Cap, John Molteno, va rebutjar, citant el deute públic enorme del territori, així com objeccions relatives als percentatges d'indígenes i altres comunitats establertes a Griqualàndia.
Arran de la negativa del Cap, Griqualàndia Occidental va ser declarada una colònia de la corona separada sota govern britànic directe. El control local continuava passant cada cop més dels kaptijns griqua a les mans dels miners "diggers" de la comunitat dels camps de diamant. La perspectiva d'una completa pèrdua de poder dins una "República del Camps del Diamant" esdevenia una preocupació significativa dels restants griques.
Sota pressió, l'atacat dirigent griqua Nicolaas Waterboer va enviar una petició formal al Govern del Cap per demanar la incorporació; una petició que va coincidir amb la pressió renovada sobre el Govern de Cap per acceptar la unió.

## Unió amb la Colònia del Cap (1880)

Bandera de la Colònia del Cap de 1875-1910

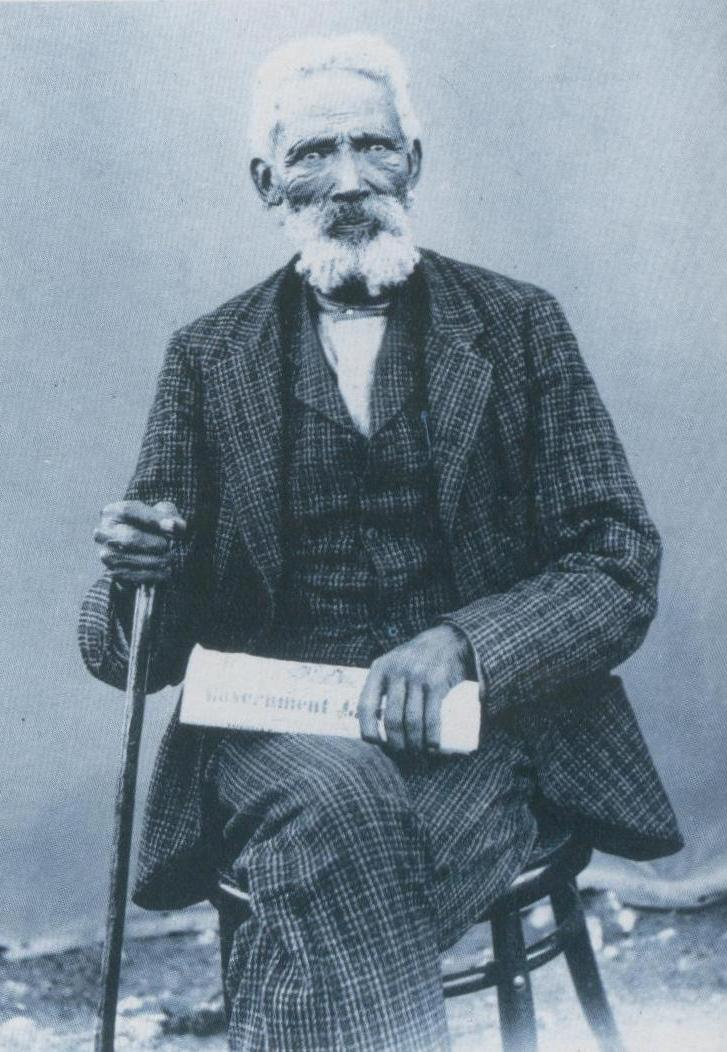
El capità griqua Nicolaas Waterboer.

Després de la presentació de la petició de Nicholas Waterboer per la unió amb la Colònia de Cap, va començar un acalorat debat sobre si Griqualàndia Occidental hauria de ser unit al Cap en una confederació, o si hauria de ser annexionat a la Colònia de Cap en una unió total. La primera opció va tenir el suport de Lord Carnarvon i de l'Oficina Colonial britànica de Londres - com a primer pas per portar tota l'Àfrica del sud a una confederació britànica reglada.
La segona opció va ser la preferida pel Parlament de Cap, particularment pel seu primer ministre John Molteno, home de forta voluntat, qui inicialment s'havia oposat a qualsevol forma d'unió amb l'inestable i fortament endeutat territori, i demanava ara de Gran Bretanya que la població local seria consultada en el procés. Sospitós d'acollir motius britànics, el 1876 va viatjar a Londres com a plenipotenciari per defensar el cas que la unió era la manera viable única en què el Cap podria administrar el territori dividit i subdesenvolupat, i que una confederació desequilibrada tampoc seria econòmicament viable, ni políticament estable. En curt, Griqualàndia Occidental havia de ser unida al Cap o totalment independent d'aquest.
Després d'arribar a un acord amb el Govern de Home, i de rebre garanties que les objeccions locals havien estat apaivagades, va fer aprovar la Griqualand West Annexation Act el 27 de juliol de 1877.
La llei especificava que Griqualàndia Occidental tindria el dret d'elegir quatre representants al parlament del Cap, dos per Kimberley i dos per la regió de Barkly West. Aquest número va ser doblat el 1882 (Act 39 de 1882). El Govern del Cap també va aplicar el seu sistema no racial anomenat Cape Qualified Franchise. Això va significar que tots els homes residents podrien qualificar pel vot, amb les qualificacions de propietat per sufragi aplicades igualment, malgrat la raça. Això va ser benvingut pels griques, però refusat pels recentment arribats miners "diggers" dels camps de diamant de Kimberley. En l'aspecte judicial, el fiscal-general griqua va informar el Tribunal Suprem del Cap, que tindria jurisdicció concurrent amb el Tribunal suprem de Griqualàndia Occidental en el territori.
La implementació de la llei es va fer el 18 octubre 1880, quan Griqualàndia occidental fou formalment unida amb la Colònia del Cap, seguida poc després per Griqualàndia Oriental.

## Actual
Avui els basters és un grup ètnic separat d'origen mixt semblant que viu al sud i centre de Namíbia, a la província de Nothern Cape a Campbell i Griquatown, a l'històric territori de Griqualàndia Occidental i a la província de Western Cape (al voltant del petit poble griqua de le Fleur a Kranshoek); i a Kokstad.
El total de la població griqua és desconegut. Les persones van ser submergides per un nombre de factors, sent el més important les polítiques racistes de l'era de l'apartheid, durant el qual molts griqua van agafar en el mantell de "coloured" en témer que com a griques es podrien col·locar a un nivell més baix que els Africans, mentre alguns d'aquests es declaraven griques pensat que estarien a la part alta dels negres.
L'evidència genètica indica que la majoria dels moderns griques descendeix d'avantpassats europeus, khoikhoi i tswana, amb un percentatge petit d'ancestres khoi (boiximans).

## Governants i administradors del territori
Kaptyns independents griques (1800-1871)
- Adam Kok I (1800-1820)

(1820 ruptura en la nació Griqua)
- Andries Waterboer (1820-1852)
- Nicolaas Waterboer (1852-1896)

(Continuació la dinastia en funció simbòlica fins al dia d'avui)
Govern Imperial britànic (1871-1880)
- Comissionat Joseph Millerd Orpen (27 octubre 1871 - 10 gener 1873)
- Administrador i després Tinent Governador Richard Southey (10 gener 1873 - 3 d'agost 1875)
- Tinent Governador William Owen Lanyon (3 agost 1875 - març 1879)
- Tinent Governador James Rose Innes (març 1879 - 15 d'octubre 1880)